# Nicholas Pert
Nicholas Pert (* 22. Januar 1981 in Ipswich) ist ein englischer Schachspieler.
Die U18-Weltmeisterschaft 1998 in Oropesa del Mar konnte er gewinnen.
Er spielte für England bei drei Schacholympiaden: 2006, 2012 und 2018. Außerdem nahm er an drei europäischen Mannschaftsmeisterschaften (2005, 2007 und 2011) teil.
Im Jahre 2001 wurde ihm der Titel Internationaler Meister (IM) verliehen, 2004 der Titel Großmeister (GM).
Im Oktober 2021 gewann er in Kingston upon Hull mit 6,5 Punkten aus neun Runden erstmals die Landesmeisterschaft.
Sein Zwillingsbruder Richard ist auch ein Schachspieler und trägt den Titel Internationaler Meister.
| Hier fehlt eine Grafik, die leider im Moment aus technischen Gründen nicht angezeigt werden kann. Wir arbeiten daran! |